# Kîrîlivka
Kîrîlivka (în ucraineană Кирилівка) este o așezare de tip urban din raionul Iakîmivka, regiunea Zaporijjea, Ucraina. În afara localității principale, mai cuprinde și satele Azovske, Lîmanske și Stepok.

## Demografie
Componența lingvistică a așezării de tip urban Kîrîlivka
     Ucraineană (86,43%)
     Rusă (13,1%)
     Alte limbi (0,21%)
Conform recensământului din 2001, majoritatea populației așezării de tip urban Kîrîlivka era vorbitoare de ucraineană (86,43%), existând în minoritate și vorbitori de rusă (13,1%).